# 蔡维新
蔡维新（？—？），安徽怀宁（安徽安庆）人，是一名清朝政治人物。
蔡维新曾于1840年接替曾承显任上海县知县一职，1841年由刘光斗接任。